# Chris Miller

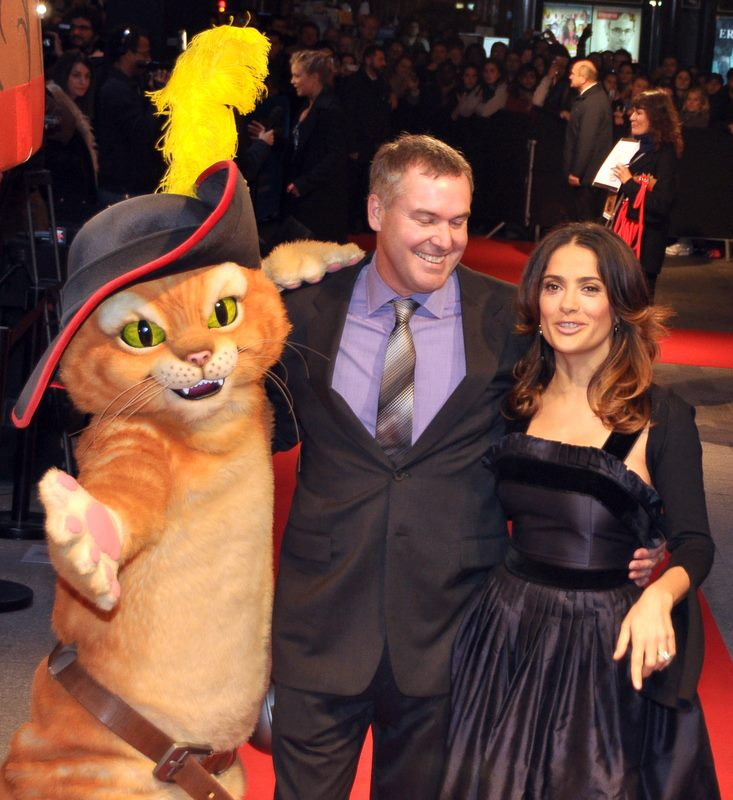
Chris Miller z Salmą Hayek na premierze Kota w butach (2011)

Chris Miller (ur. 20 stycznia 1968) – amerykański aktor, reżyser i scenarzysta.

## Filmografia

### Aktorstwo
- Tajemnicza piwnica jako Willy Cashen

### Dubbing
- Pingwiny z Madagaskaru: Misja świąteczna jako Kowalski
- Madagwiazdka jako Kowalski
- Madagaskar jako Kowalski
- Madagaskar 2 jako Kowalski
- Madagaskar 3 jako Kowalski
- Kot w Butach jako Boy Blue/Mnich Miller/Strażnik więzienny/Manual/Rafael
- Shrek jako Magiczne zwierciadło/Geppetto
- Shrek 2 jako Humphries/Magiczne lustro
- Shrek Trzeci jako Mistrz marionetka/Spiker/Maskotka/Śpiewający Nikczemnik
- Shrek Forever jako Magiczne zwierciadło/Posłaniec/Geppetto
- Potwory kontra Obcy jako Doradca Cole/Dowódca armii Jones
- Sindbad: Legenda siedmiu mórz jako Strażnik na wieży

### Reżyser
- Shrek Trzeci (2007)
- Kot w Butach (2011)

### Scenarzysta
- Shrek Trzeci (2007)

## Nagrody i nominacje
- Nominacja do nagrody Annie 2008 w kategorii najlepsze indywidualne osiągnięcie: reżyseria animowanej produkcji kinowej za film Shrek Trzeci.
- W 2008 roku Chris Miller został nominowany do nagrody BAFTA 2008 za najlepszy film animowany, za film Shrek Trzeci.
- W 2012 roku film Kot w Butach w reżyserii Millera został nominowany do Oscara w kategorii najlepszy długometrażowy film animowany.
- Nominacja do nagrody Annie 2012 w kategorii najlepsze indywidualne osiągnięcie: reżyseria animowanej produkcji kinowej za film Kot w Butach.